# Evangelium podle Filipa
Evangelium podle Filipa (zkratka FpEv) je gnostické evangelium patřící mezi novozákonní apokryfy. Evangelium se zaštiťuje autoritou jáhna Filipa a pravděpodobně nevychází z žádné starší ježíšovské tradice. Jedná se o sbírku gnostického učení a úvah, které se věnují tématu svátostí, mimo jiné například svátosti manželské. Jediný dochovaný rukopis evangelia je koptský překlad z rukopisů z Nag Hammádí. Původní dílo ovšem bylo psané řecky. Přestože se originální pasáž z textu hovořící o Marii Magdaleně dochovala jen fragmentárně, evangelium je popularizováno jako nejranější "pramen" pro tvrzení, že měl Ježíš Nazaretský Marii za partnerku.

## Objev
Roku 1945 byly v Egyptě nalezeny papyrové rukopisy ze 3.-4. století dochované v téměř perfektním stavu. Papyrové kodexy byly uloženy v hliněné nádobě. Část z nich byla v nevědomosti hned po objevu spálena. Zbylo 13 kodexů. Některé spisy jsou v nich obsaženy ve více přepisech a verzích. Podávají svědectví jak o pozdějším vytváření tradic nezávislých na kanonických textech, tak i gnostický výklad kanonických textů.
Evangelium podle Filipa se dochovalo v kodexu označovaném CG II, v němž se dále vyskytují spisy Janův apokryf, Tomášovo evangelium, Podstata archontů, Vznik světa, Pojednání o duši a Kniha Judy Tomáše. Tento kodex obsahoval původně 76 listů, ze kterých se dochovalo 74. Spisy jsou psány sahidským dialektem koptštiny.

## Autor
Subskripce (název za textem) označuje spis jako "Evangelium podle Filipa", přičemž tímto Filipem je zřejmě míněn jáhen Filip, jeden z prvních křesťanských misionářů, spíše než Filip (apoštol). Jáhna Filipa ovšem nelze považovat za historického autora evangelia. Text se spíše jen Filipovou autoritou zaštiťuje, podobně jako mnohé další gnostické spisy, jež vznikly v 2. století nebo za účelem prosazení autority začaly být v této době spojovány s konkrétním autorem.

## Doba a místo vzniku
Evangelium podle Filipa vzniklo prokazatelně později než Evangelium podle Tomáše. Díky prvkům valentinské gnóze můžeme nejranější datum vzniku určit na polovinu 2. století našeho letopočtu, jelikož právě v této době gnostik Valentinos působil. Nejpravděpodobnější je, že evangelium vzniklo v Sýrii ve druhé polovině 3. století. Nejstarší zmínky o něm pochází ze 4. století od Epifania ze Salamíny.

## Literární styl a členění textu
Po stylistické stránce se Evangelium podle Filipa řadí mezi tzv. sbírku logií a jako evangelium byla tato sbírka označena až později (podobně jako Evangelium podle Tomáše). Logion je věta či údajný výrok Ježíše Nazaretského, která byla údajně jeho posluchači nejdříve předávána ústně a v pozdějších dobách z nich byla sestavena sbírka. Evangelium podle Filipa obsahuje celkem 127 logií.
Při prvotních překladech se vydavatelé snažili text rozdělit a číslovat podle předlohy Evangelia podle Tomáše také na jednotlivá logia, ovšem na rozdíl od Evangelia podle Tomáše jsou některé monology tak dlouhé, že se Evangelium podle Filipa standardně člení nikoliv podle logií, nýbrž podle stránek (51–86) a řádků. Pro spis je charakteristická také neznalost židovského prostředí, reálií a duchovního kontextu židovství Ježíšovy doby- což je typický rys tzv. gnostických evangelií v kontrastu vůči evangeliím biblickým i vůči mimobiblickým svědectvím pro studium doby, jako např. spisy Josefa Flavia

## Gnostické prvky
- Smrt a vzkříšení – Nejednou se v textu objevuje předpoklad, že vzkříšení přichází před smrtí. Toto přesvědčení je protikladem k biblické víře, že věřící je vzkříšen až po smrti po druhém příchodu Krista na Zemi.

"Ti, kteří říkají, že nejprve zemřou a (potom) vstanou z mrtvých, se mýlí. Neobdrží-li zmrtvýchvstání za života, pak, když zemřou, nic neobdrží. Tak mluví i o křtu a říkají: "Křest je důležitý, neboť kdo jej přijme, bude žít.""
- Svátosti – Evangelium podle Filipa je historicky významné především pro své učení o gnostických svátostech. Předkládá čtenáři výklad gnostické obřadní praxe – gnostikové ve svých "svátostech" spatřovali vlastní skrytý význam, rozdílný od biblického křesťanství.[10] V evangeliu můžeme nalézt zejména výklad k následujícím praktikám: křtu, pomazání, eucharistie a manželství. Text zdůrazňuje například posvátnou povahu spojení muže a ženy na svatebním loži a následnou duchovní jednotu obsahující a nerozlučitelnost manželství.

"V Jeruzalémě sloužily tři domy jako obětní místa. Jedno, obrácené k západu, se nazývá 'svaté'. Jiné, obrácené na jih, se jmenuje 'svaté svatého'. Třetí, obrácené na východ, se nazývá 'svaté svatých', místo, kam velekněz vchází sám. Křest je ten svatý dům. ... [je] to 'svaté svatého'. 'Svaté svatých' je manželská ložnice. Křest zahrnuje zmrtvýchvstání [a] vykoupení; vykoupení (se děje) v manželské ložnici. Manželská ložnice je v tom, který je vznešenější než ..."

## Marie Magdalena
Dvě pasáže v Evangeliu podle Filipa otevřeně představují o Marii Magdalenu jako údajnou družku Ježíše:
"Tři chodily stále s Pánem: Marie, jeho matka, její sestra a Magdaléna, ta, kterou nazývali jeho družkou. Jeho sestra, jeho matka a jeho družka byly Marie."
"Moudrost, které říkají ‚neplodná‘, je matkou andělů a družkou … Marie Magdaléna. [Pán ji milov]al víc než všechny učedníky a líbal ji na její [ústa] … často. Zbytek učedníků … mu řekli: „Proč ji miluješ víc než nás všechny?“ Spasitel odpověděl a řekl jim: „Proč vás nemiluji jako ji? Jsou-li slepý s vidoucím ve tmě, neliší se jeden od druhého. Když přijde světlo, vidoucí světlo uvidí, ale slepý zůstane ve tmě.“"